# Mezőcsát
Mezőcsát ist eine ungarische Stadt im gleichnamigen Kreis im Komitat Borsod-Abaúj-Zemplén. Der Ort wurde 1991 in den Rang einer Stadt erhoben.

## Geografische Lage
Mezőcsát liegt in Nordungarn, 33 Kilometer südöstlich des Komitatssitzes Miskolc. Nachbargemeinden sind Igrici, Tiszakeszi, Hejőkürt, Tiszatarján, Hejőpapi, Gelej und Ároktő. 	

## Sehenswürdigkeiten
- Béni-Egressy-Denkmal, erschaffen von Árpád Deák
- Gedenkhaus und Büste des Schriftstellers József Kiss
- Heimatmuseum (Tájház)
- Herrenhäuser Dobozy, Márk und Édes
- János-Kálvin-Büste, erschaffen von Endre Adorjáni
- Reformierte Kirche, erbaut 1744–1745, später erweitert und umgebaut
- Römisch-katholische Kirche Szent István király
- Synagoge
- Thermalbad

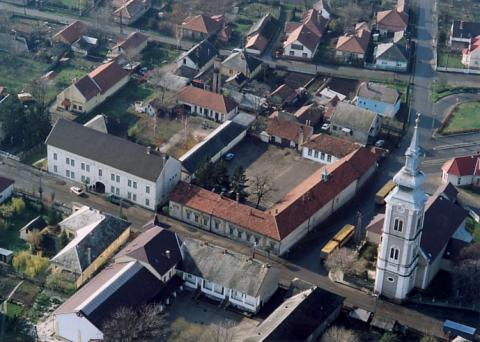
Blick auf die reformierte Kirche (rechts)
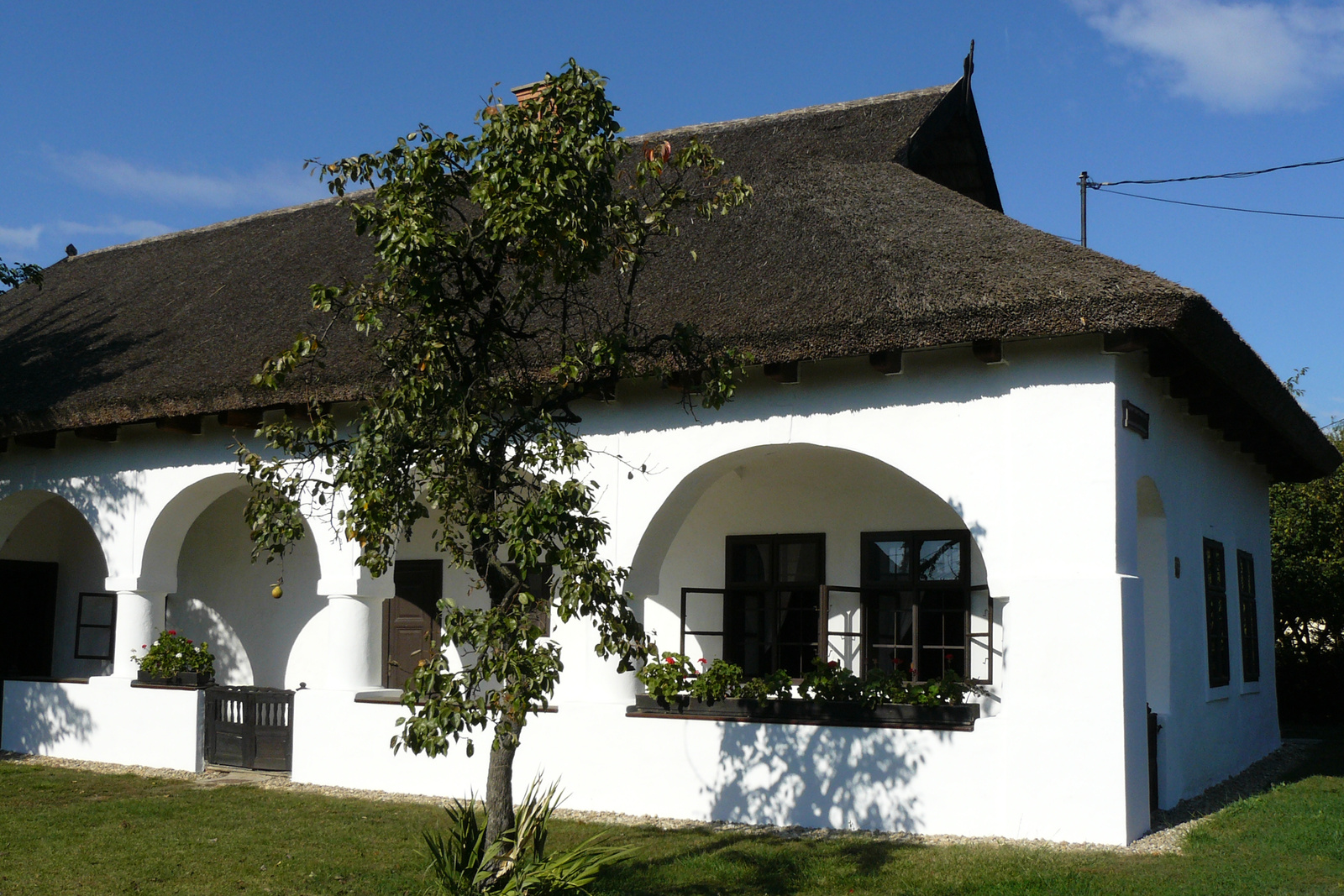
Traditionelles Wohnhaus
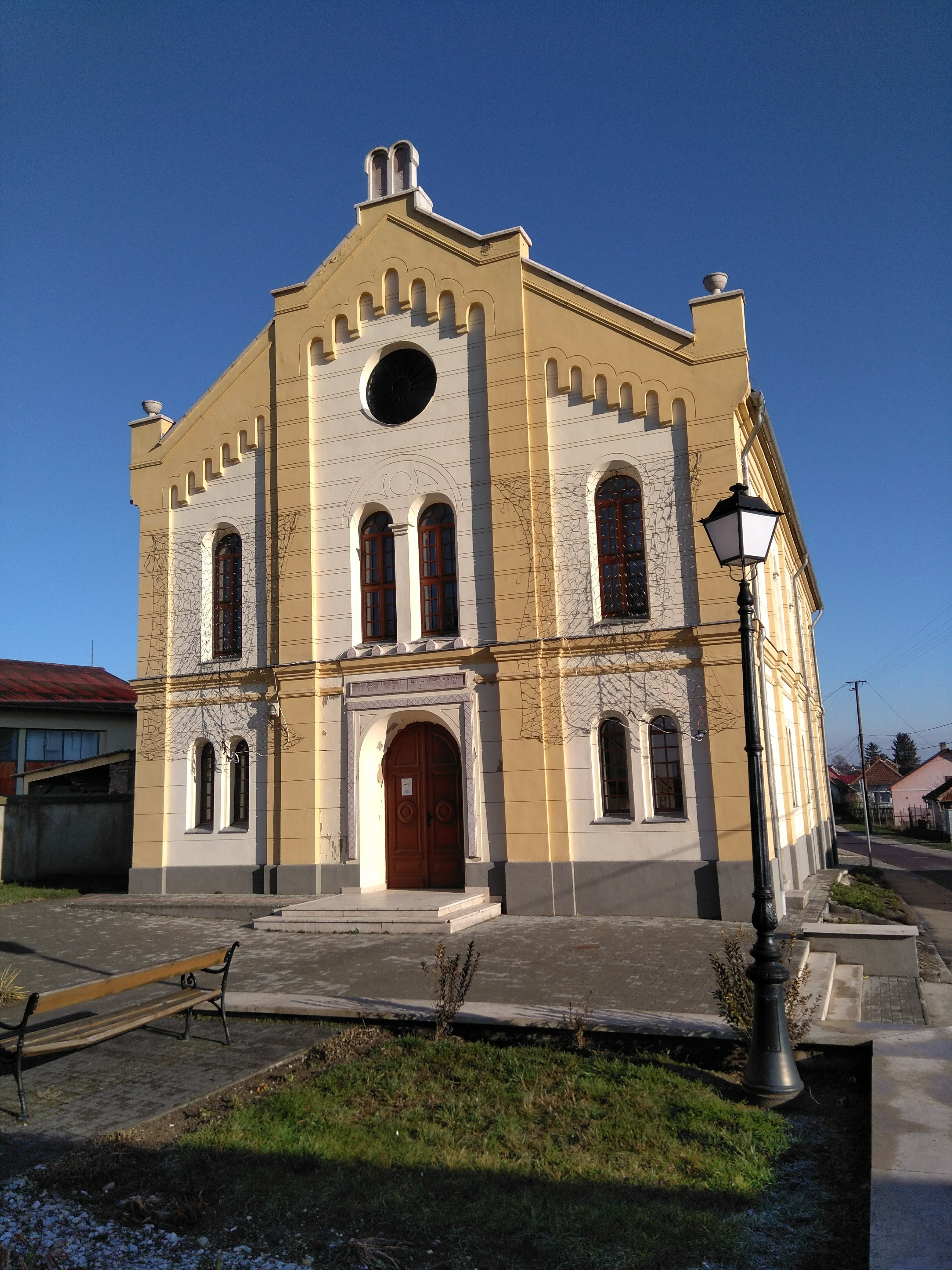
Synagoge

## Städtepartnerschaften
- Worbis (Deutschland) seit 2000

## Verkehr
In Mezőcsát treffen die Landstraßen Nr. 3305, Nr. 3307 und Nr. 3313 aufeinander. Der Personenverkehr auf der Eisenbahnstrecke nach Nyékládháza wurde 2007 eingestellt, so dass Reisende bis dorthin den Bus nehmen müssen.